# Cathédrale María Auxiliadora de Puerto Ayacucho
La cathédrale María Auxiliadora (catedral María Auxiliadora, en espagnol) est un lieu de culte catholique situé à Puerto Ayacucho dans l'État d'Amazonas au Venezuela. Siège du vicariat apostolique de Puerto Ayacucho, elle est située sur la place Bolívar de Puerto Ayacucho avec laquelle elle bénéficie du label Monument national du Venezuela. L'actuel vicaire apostolique est l'évêque José Ángel Divassón Cilveti depuis le 23 février 1996.
Principal lieu de culte catholique de la ville, l'édifice de style néo-classique est un projet de l'architecte espagnol Asterio del Prado. La construction a lieu de 1952 à 1954. L'intérieur abrite un important retable peint, œuvre de l'artiste espagnol Rafael Ochoa de 1957.